# Salt-N-Pepa
Salt-N-Pepa est un groupe de hip-hop américain, originaire du Queens, New York. Le groupe, composé de Cheryl « Salt » James, de Sandra « Pepa » Denton, et à l'origine de Latoya Hanson remplacée par Deidra « DJ Spinderella » Roper, est formé en 1985 et l'un des premiers groupes de rap féminins,. Au fil de leur parcours, Salt-N-Pepa remportent cinq prix : un Grammy Award dans la catégorie de « meilleure performance d'un groupe ou duo » (1995), un MTV Video Music Award dans la catégorie « meilleur clip dance » (1994), un MTV Video Music Award dans la catégorie « meilleure chorégraphie d'une vidéo » (1994), un MTV Video Music Award dans la catégorie « meilleure vidéo de R&B » (1994) et un BET Hip Hop Awards I Am Hip-Hop Icon Award (2010).

## Biographie

### Débuts
Le groupe se lance dans l'industrie musicale à l'époque durant laquelle les labels majors refusent de se lancer dans le recrutement de rappeurs. La plupart des premiers rappeurs sont signés à des labels indépendants. Initialement nommées Super Nature (sur leur premier single), et signées au label Next Plateau Records, James et Denton se lancent en 1985 avec le single The Showstopper, une réponse à la chanson The Show de Doug E. Fresh. The Showstopper est produit par Hurby Azor. La chanson fait usage d'une mélodie extraite du film Revenge of the Nerds (1984). La chanson est jouée à la radio locale de New York. Le label indépendant Pop Art Records la publie officiellement, et The Showstopper devient un succès modéré dans la scène R&B. Salt-N-Pepa contribue à la scène du hip-hop comme premier groupe de rap féminin. Scandalisés par les paroles sexistes et les vidéos dans lesquelles les femmes étaient traîtées comme des objets, de nombreux féministes exécraient le rap et le hip-hop. Cependant, Salt-N-Pepa changera la perception du hip-hop de par leur look et paroles suggestifs, mais également par leurs pensées franches concernant les hommes. Leur chanson Let's Talk About Sex est un succès,.

### DeHot, Cool and ViciousàBlacks' Magic(1986–1990)
Avec le succès atteint par le titre Showstopper, le nom du groupe devient Salt-N-Pepa et signe au label indépendant Next Plateau Records afin d'enregistrer leur premier album. Roper se joint au groupe et endosse le rôle de disc jockey pour remplacer DJ Latoya Hanson sous le nom de Spinderella,,, et leur premier album Hot, Cool and Vicious est publié peu après en 1986. L'album est produit par Hurby « Luv Bug » Azor, le petit ami de Salt à l'époque mais aussi manager du groupe,. Des années plus tard, le groupe sera traîné devant la justice par Azor qui les accuse de refus de paiement. Hot, Cool and Vicious, vendu à un million d'exemplaires, inclut quelques hits modérés comme My Mic Sound Nice, Tramp, et Chick On The Side. Néanmoins, la composition du remix de leur titre Push It par le producteur Cameron Paul est un franc succès Push It (US #19, UK #2) est certifié disque de platine aux États-Unis.
L'album suivant des Salt-N-Pepa, A Salt with a Deadly Pepa, publié en 1988, contient le hit Shake Your Thang composé avec le groupe go-go Experience Unlimited. Leurs singles Get Up Everybody (Get Up) et Twist and Shout, deviennent également des hits, le dernier étant classé à la 4e place des classements britanniques. Le troisième album du groupe, Blacks' Magic est publié en mars 1990, et est un album personnel du trio. Pepa est la première du groupe à être enceinte. Azor devait produire quelques chansons de l'album. Au total, six singles sont publiés au label Next Plateau Records : Expression (US #26, UK #40 en 1990, UK #23 en 1992) est certifié disque d'or ; Independent ; I Don't Know (avec Kid N Play) ; Do You Want Me (US #21, UK #5), certifié disque d'or ; Let's Talk About Sex (US #13, UK #2), certifié disque d'or, et plus tard réédité sous le titre de Let's Talk About Aids ; et You Showed Me (UK #15). Une compilation intitulée A Blitz of Salt-N-Pepa Hits se compose de versions remixées des chansons des trois premiers albums du groupe. L'album atteint la 63e place des R&B Albums.

### Very NecessaryetBrand New(1993–1997)
Le quatrième album de Salt-N-Pepa, Very Necessary, est publié le 12 octobre 1993 au label London Records/Polygram,. L'album est interprété et produit par Salt, Pepa, Spinderella, et Azor. Composé des hits Shoop (US #4, UK #13), coproduit par Pepa ; Whatta Man (US #3, UK #7) avec En Vogue ; et None of Your Business, l'album se vend à sept millions d'exemplaires dans le monde, dont cinq millions rien qu'aux États-Unis et deux millions à l'international, et est certifié quadruple à quintuple disque de platine, selon les sources,,. Le groupe se lance dans une tournée promotionnelle de l'album, et Salt participe en parallèle à l'émission Who's the Man?. Pepa participe au film Joe's Apartment,. Plus tard, le groupe publie son cinquième album, Brand New le 21 octobre 1997. L'album atteint la 16e place des R&B Albums, et la 37e place du Billboard 200.

### Séparation et reformations (depuis 1998)

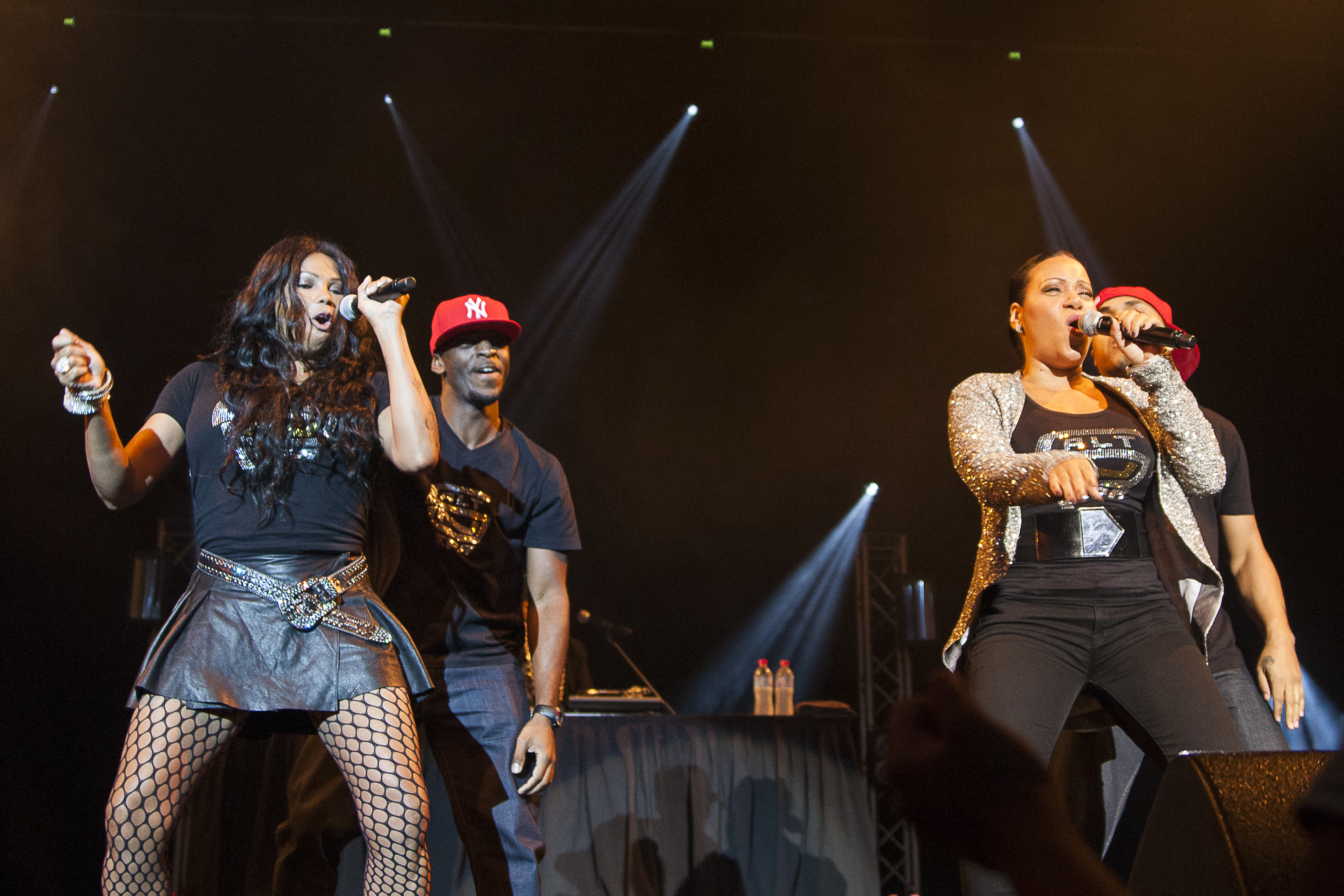
Salt-N-Pepa, sur scène au Canberra Theatre en 2013.

En mars 1999, Salt-N-Pepa se lancent en tournée. Pepa épouse Treach du groupe Naughty by Nature le 27 juillet la même année, avec lequel elle aura un enfant qu'ils nomment Egypt. Une compilation intitulée The Best of Salt-N-Pepa est publiée en Europe le 25 janvier 2000. Pepa et Treach restent ensemble pendant deux ans, puis leur mariage se termine par un divorce le 31 juillet 2001. N'ayant pas honoré son contrat, Salt décide de quitter le groupe, expliquant être lassée de la musique. Le groupe se sépare officiellement en 2002.
Salt et Pepa apparaissent et participent ensemble aux Hip Hop Honors de VH1 en septembre 2005. Elles se réunissent de nouveau l'année suivante pour les Hip Hop Honors et jouent Whatta Man avec En Vogue. Il s'agit de la première performance du groupe en six ans, et de leur première performance de leur titre Whatta Man avec En Vogue sur scène. Salt-N-Pepa se reforment en 2007. Les trois membres sont désormais mères.
Le 14 octobre 2007, The Salt-n-Pepa Show est lancé sur VH1. Pepa explique qu'elles devaient à l'origine démarrer une série appelée The Surreal Life. The Salt-n-Pepa Show recensent toutes les performances de Pepa et Salt et leur retour en studio. Spinderella participe à plusieurs épisodes. Plus tard en 2008, le trio joue avec MC Lyte, Yo-Yo, et Lady of Rage aux BET Hip Hop Awards. Le 9 mai 2009, Salt-N-Pepa joue un concert à Honolulu, Hawaï avec SWV et Lisa Lisa. Le nom du show est Ladies of the 80s. Le groupe participe au Good Vibrations Festival en Australie en février 2010 et au South West Four Festival, de Clapham Common à Londres, le 29 août 2010. Le 12 octobre 2010, Salt-N-Pepa remportent le I Am Hip Hop Award aux BET Hip Hop Awards.
Le 4 février 2011, Salt N Pepa deviennent les têtes d'affiche de leur prochaine tournée, le Salt N Pepa's Legends of Hip Hop Tour. Elles jouent aux côtés d'autres groupes et artistes comme Whodini, Rob Base, Kurtis Blow, Doug E Fresh, Biz Markie, Naughty By Nature, MC Lyte, Big Daddy Kane, Kool Moe Dee, Slick Rick et Chubb Rock. Le groupe apparaît en novembre 2014 dans une publicité pour l'agence Geico jouant leur titre Push It. Le 8 décembre 2016, Salt N Pepa repart en tournée avec la tournée I love the 90s avec d'autres artistes Hip Hop et R'n'B des années 90 tels que : Color Me Badd, Montell Jordan, Rob Base, Young MC, C+C Music Factory.

## Discographie

### Albums studio
- 1986 : Hot, Cool and Vicious
- 1988 : A Salt With a Deadly Pepa
- 1990 : Blacks' Magic
- 1993 : Very Necessary
- 1997 : Brand New

### Compilations
- 1990 : A Blitz of Salt-n-Pepa Hits: The Hits Remixed
- 1991 : The Greatest Hits
- 1992 : Rapped in Remixes: The Greatest Hits Remixed
- 1999 : The Best of Salt-n-Pepa
- 2008 : 20th Century Masters: The Millennium Collection
- 2011 : Icon

### Singles
- 1987 : Push It sur l'album Hot, Cool & Vicious
- 1987 : My Mic Sounds Nice sur l'album Hot, Cool & Vicious
- 1988 : Get up Everybody (Get up) sur l'album A Salt With a Deadly Pepa
- 1988 : Shake Your Thang sur l'album A Salt With a Deadly Pepa
- 1988 : Twist and Shout sur l'album A Salt With a Deadly Pepa
- 1989 : Expression sur l'album Blacks' Magic
- 1991 : Let's Talk About Sex sur l'album Blacks' Magic
- 1992 : You Showed Me sur l'album Blacks' Magic
- 1993 : Shoop sur l'album Very Necessary
- 1994 : Whatta Man" featuring En Vogue sur l'album Very Necessary
- 1994 : Heaven or Hell sur l'album Very Necessary
- 1994 : None of Your Business sur l'album Very Necessary

### Apparitions
- 1987 : I Am Down et Push It (Remix) sur la compilation The House That Rap Built
- 1988 : Let the Rhythm Run sur la bande originale de Colors
- 1990 : Backyard de Pebbles sur l'album Always
- 1990 : I Don't Know de Kid 'N' Play sur l'album Funhouse
- 1993 : Runaway Love de En Vogue sur l'album Runaway Love
- 1995 : Hot Stuff de Patra sur l'album Scent of Attraction
- 1996 : Somma Time Man sur la bande originale de Girls Town
- 2016 : Shoop sur la bande originale de Deadpool
- 2021 : Shoop sur la bande originale de Yellowjackets

## Distinctions

### Récompenses
- Grammy Awards
  - 1989 : Meilleure performance rap pour Push It[11]
  - 1990 : Meilleure performance rap d'un duo ou d'un groupe pour Shake Your Thang
  - 1992 : Meilleure performance rap d'un duo ou d'un groupe pour Let's Talk About Sex
  - 1995 : Meilleure performance rap d'un duo ou d'un groupe pour None of Your Business
  - 1995 : Meilleure performance RnB d'un duo ou d'un groupe pour Whatta Man
- MTV Video Music Awards
  - 1994 : Meilleure vidéo dance pour Whatta Man
  - 1994 : Meilleure vidéo RnB pour Whatta Man

### Nominations
- American Music Awards
  - 1995 : Artiste de hip-hop préféré
  - 1995 : Duo ou groupe RnB ou soul préféré
- MTV Video Music Awards
  - 1995 : Meilleure vidéo dance pour None of Your Business